# Соляной поход
Соляно́й похо́д, также известный как Соляная сатьяграха, Соляной марш, Данди-марш и Данди-сатьяграха — кампания массового гражданского неповиновения и ненасильственного протеста против налога и монополии на соль, один из эпизодов сатьяграхи в Индии. Он начался 12 марта 1930 года, когда примерно восемьдесят человек под предводительством Махатмы Ганди вышли из Сабармати Ашрама в Ахмадабаде и направились к побережью Аравийского моря, чтобы там демонстративно выпаривать соль из морской воды, не уплачивая соляной налог властям Британской Индии. На первом этапе основного маршрута Соляного похода британские власти не препятствовали ему, многие жители деревень на этом маршруте материально поддерживали участников похода или сами к ним присоединялись. В результате количество походников быстро росло и могло превысить сто тысяч. 5 апреля они дошли до прибрежной рыбацкой деревни Данди, где на следующий день устроили добычу соли своими силами.
После выпаривания соли в Данди группа двинулась по побережью на юг, намереваясь провести акцию на солеварнях в Дхарасане. В ночь с 4 на 5 мая Махатма Ганди был арестован во время ночёвки в манговой роще в о́круге Сурат. Но поход продолжился, протестующих вели Аббас Тьябджи и Кастурба Ганди, а когда и они были задержаны полицией, поход возглавили Абул Калам Азад и Сароджини Найду. Несколько сот человек дошли до Дхарасаны и попробовали пройти на солеварни, но полиция несколько раз вынуждала демонстрантов разворачиваться и отходить. Тогда они устроили длительную сидячую демонстрацию и попытались повредить проволочное ограждение солеварни. После этого полицейские начали стаскивать сидячих протестующих в канавы и жестоко избивать дубинками. Сотни человек были тяжело ранены или убиты, многие арестованы. Но участники соляной сатьяграхи почти не применяли насилия в ответ.
В то время, когда Махатма Ганди вёл последователей в Данди, а затем в Дхарасану, его последователи устраивали акции гражданского неповиновения и ненасильственного сопротивления в других местах Британской Индии. Чакраварти Раджагопалачария вёл подобный поход по восточному побережью Индостана от города Тируччираппалли до деревни Ведараньям, а Абдул Гаффар-хан руководил сатьяграхой в Пешаваре, в ходе которой произошёл расстрел сотен мирных демонстрантов на площади Кисса-Хвани.
Всего за 1930—1931 годы, по данным Дж. Неру, британские власти арестовали более 90 тысяч человек.
Поход имел важное пропагандистское значение и заложил основы массовой кампании гражданского неповиновения английским колониальным властям в Индии, дав толчок новым протестам против соляных налогов. Миллионы человек по всей Индии занялись незаконной добычей и торговлей поваренной солью, прекратив покупать легальную соль у британцев. Вскоре бойкот распространился на фабричную одежду и другие товары британского производства. Происходил массовый отказ от исполнения лесных законов и уплаты других налогов британцам. Впервые в истории Индии женщины в массовом порядке приняли активное участие в добыче и продаже соли, походах и демонстрациях, в том числе на ведущих ролях, несмотря на двойственное отношение Махатмы Ганди к этому.
Акции гражданского неповиновения продолжались до начала 1931 года. Они не привели к немедленному усилению самостоятельности Индии, но Ганди был выпущен из тюрьмы и приглашён на переговоры с генерал-губернатором Индии, где был подписан «Пакт Ганди — Ирвина», согласно которому монополия и налог на соль были отменены, был снят запрет на деятельность Индийского национального конгресса, арестованные участники акций протеста, не применявшие насилие, освобождены, а конфискованное у них имущество возвращено. И хотя к середине 1930-х годов британские власти восстановили контроль над территорией и населением Британской Индии, мировое общественное мнение всё более склонялось к признанию легитимности устремлений Ганди и ИНК к независимости Индии.

## Предыстория
Принятый в 1882 году Соляной закон (англ. Salt Act) давал британцам монопольное право на добычу и производство поваренной соли. Добытая соль могла храниться только на правительственных складах и облагалась налогом. Нарушение Соляного закона считалось уголовным преступлением, и даже жители побережья, которые раньше могли бесплатно получить соль путём выпаривания морской воды, больше не имели право это делать и были вынуждены покупать соль у колониальных властей. Налог на соль давал 8,2 % от всех налоговых поступлений Британской Индии, и сильнее всего ударял по наиболее бедным индийцам.
Махатма Ганди был давним приверженцем тактики ненасильственного гражданского неповиновения, которую он называл сатьяграхой и считал основой для достижения самоуправления и суверенитета Индии. Он говорил, что между понятиями «сатьяграха» и «Пурна Сварадж» есть такая же нерушимая связь, как между семенем и выросшим из него деревом, и писал, что «если использовать грязные средства, произойдут изменения не к лучшему, а скорее всего в противоположную сторону. Только те изменения наших политических условий, которых мы сможем добиться чистыми средствами, могут привести к настоящему прогрессу».
Первой серьёзной попыткой использования тактики сатьяграхи стало движение несотрудничества, которое Махатма Ганди возглавлял в 1920—1922 годах. И хотя ему удалось поднять миллионы индийцев на протесты против британского закона Роулатта (англ. Rowlatt Act), совсем избежать насилия не вышло: после происшествия в Чаури-Чаура, где толпа убила 22 безоружных полицейских, Ганди решил прекратить протест, вопреки возражениям других членов ИНК, полагая, что индийцы ещё не были готовы к успешному ненасильственному сопротивлению. Протесты в Бардоли в 1928 году оказались намного более успешными. Восставшим удалось практически парализовать британское правление и добиться значительных уступок. Кроме того, эти события широко освещались в прессе, и весть о практической победе привела к более важной идеологической победе. Позднее Ганди утверждал, что успех в Бардоли укрепил его убеждённость в правильность сатьяграхи и достижимости Свараджа: «К нам только постепенно приходит осознание важности победы в Бардоли … Бардоли показал и расчистил дорогу. Сварадж на нашем пути, и только он исцелит …». Многих участников протестов в Бардоли Ганди потом повёл в поход в Данди, и они вновь прошли по многим тем же деревням. Восстание получило движущую силу и поддержку во всех частях Индии.
Первая фаза индийского гражданского неповиновения (1929—1931) пришлась на годы второго премьерства Рамсея Макдональда; возглавляемое им правительство Великобритании, включавшее министра по делам Индии Уильяма Уэдгвуда Бенна (англ. William Wedgwood Benn), руководило противодействием восстанию индийцев. Это же правительство стремилось подавить зарождавшееся профсоюзное движении в Индии, что историк Сумит Саркар (англ. Sumit Sarkar) описал как «массивное контрнаступление капиталистов и властей на права рабочих».
В полночь на 31 декабря 1929 года Индийский национальный конгресс (ИНК), возглавляемый Ганди и Джавахарлалом Неру поднял трёхцветные флаги Индии на берегах реки Рави в Лахоре, а 26 января 1930 года — провозгласил декларацию независимости Индии («Пурна Сварадж»), в которой в числе прочего заявлялся отказ от уплаты налогов в британскую казну:

Мы считаем, что неотъемлемым правом индийского народа, как и всех других народов, является право на свободу, на плоды его труда, право на удовлетворение насущных нужд, чтобы он получил полную возможность для своего развития. Мы считаем, что британское правительство в Индии не только лишило индийский народ свободы и эксплуатирует массы, но оно разрушило Индию экономически, политически, культурно и духовно. Поэтому мы считаем, что Индия должна разорвать связи с Британией и добиться полной независимости (пурна сварадж).

## Организация похода
30 января 1930 года Ганди подготовил 11 требований к генерал-губернатору Индии вице-королю барону Ирвину (Эдуарду Вуду), при условии выполнения которых сторонники ИНК было готовы отказаться от проведения акций гражданского неповиновения. Среди этих требований были:
- снижение поземельного налога, по крайней мере, на 50 %;
- отмена правительственной монополии и налога на соль;
- сокращение военных расходов не менее чем на 50 %;
- уменьшение числа английских чиновников, по меньшей мере, наполовину;
- введение протекционистских тарифов на импорт иностранных тканей и одежды;
- запрет на продажу алкогольных напитков;
- освобождение всех заключённых, кроме осуждённых за убийство;
- предоставление индийцам права иметь оружие для самообороны;
- ликвидация департамента уголовных расследований или установление над ним гражданского контроля.

По мнению секретаря и помощника Ганди Махадева Десаи, особенно важными из них были отмена налога на соль, снижение земельного налога, бойкот иностранных тканей и алкоголя. Однако Ирвин отклонил все требования Ганди как нереалистичные и фантастичные.
5 февраля газеты сообщали, что Ганди начнёт кампанию гражданского неповиновения и неисполнения соляного закона. Соляная сатьяграха должна была начаться 12 марта и закончиться 6 апреля в Данди, где Ганди лично нарушит этот закон. Ганди выбрал 6 апреля днём начала массовых нарушений соляного закона потому, что это был первый день «Национальной недели», начавшейся в 1919 году, когда Ганди положил начало общенационально забастовке (харталу) против закона Роулатта.
Ганди заранее предупредил журналистов из многих стран о готовящемся марше; с некоторыми из них он встречался лично, во многие другие СМИ рассылал сообщения из Сабармати ашрама, где он жил до Соляного похода. Ганди предвидел свой арест и другие трудности протестного похода, и говорил об этом журналистам. «Мы вступаем в священную войну, в борьбу жизни и смерти — писал он, — мы готовы жертвовать собой, мы идём на всеобъемлющую жертву». Корреспонденты десятков индийских, европейских и американских газет, а также кинокомпании откликнулись на эту драму и начали освещать её.
16 февраля Рабочий комитет ИНК (англ. Congress Working Committee) поручил Ганди организовать акцию гражданского неповиновения, которую обещал продолжать поддерживать в случае ареста лидера. Ганди планировал устроить акцию, направленную против британского налога на соль.
Ганди предложил выбрать противодействие сбору соляного налога в качестве цели акции протеста, но Рабочий комитет ИНК поначалу скептически отнёсся к этому; Джавахарлал Неру и Дивьялочан Саху (Divyalochan Sahu) были не уверены в правильности такого выбора, Сардар Патель предложил вместо этого бойкотировать уплату земельных платежей (англ. land revenue). Один из авторов статей в газете The Statesman написал тогда, что «трудно не засмеяться, представив, как самые разумные из индийцев будут расположены к такому».
Однако у Ганди были свои причины принять такое решение. Поваренная соль как конкретный предмет повседневной необходимости явно была способна вызвать более значительный общественный резонанс, чем абстрактные требования бо́льших политических прав и свобод. Объясняя свой выбор, Ганди говорил: «Соль — самая необходимая после воздуха и воды для жизни вещь». И среди других лидеров индийского сопротивления нашлись поддержавшие Ганди; среди них — будущий генерал-губернатор Индийского Союза Чакраварти Раджагопалачария, который на митинге в Тутикорине заявил:

Предположим, народ поднялся и устроил революцию. Восставшие не могут атаковать абстрактную конституцию или вести армию против прокламаций и статутов … Гражданское неповиновение должно быть направлено против соляного налога, или земельного налога, или чего-то другого конкретного — не того; то есть наша конечная цель, но на некоторое время это будет нашей [ближайшей] целью, и мы должны стрелять прямо.
Оригинальный текст (англ.)Suppose, a people rise in revolt. They cannot attack the abstract constitution or lead an army against proclamations and statutes ... Civil disobedience has to be directed against the salt tax or the land tax or some other particular point – not that; that is our final end, but for the time being it is our aim, and we must shoot straight.

Ганди чувствовал, что в ходе этой акции протеста «Пурна Сварадж» окажется тем, что значимо для каждого индийца. Он убеждал других в том, что такая кампания объединит индуистов и мусульман в борьбе против несправедливости, в равной мере затрагивающей тех и других.
Британская колониальная администрация не была обеспокоена, узнав об этих планах сопротивления взиманию налога на соль. Генерал-губернатор не считал ожидаемые протесты серьёзной угрозой и написал в Лондон: «В настоящее время перспектива соляной кампании не вынуждает меня просыпаться ночью».

## Подготовка к походу
От непосредственных участников Соляного похода Ганди требовал строжайшей дисциплины и приверженности ценностям сатьяграхи и ахимсы. Поэтому он их набирал не из членов партии Индийского национального конгресса, но из жителей своего ашрама, подготовкой которых Ганди лично занимался и в которых он был наиболее уверен. Поход продолжался 24 дня, и за это время участники прошли через 48 деревень в четырёх округах. Маршрут и места ночёвок были выбраны так, чтобы вовлечь в эту акцию как можно больше местных жителей.
Впереди основной группы участников шли посланные Ганди разведчики; они заранее заходили в каждую деревню, в которой планировался привал, узнавали обстановку, настроения и нужды местных жителей, чтобы Ганди был готов к переговорам с ними. События в каждой деревне на пути Соляного похода документировались, о них сообщалось в индийской и иностранной прессе.
2 марта 1930 года Махатма Ганди написал письмо генерал-губернатору Индии, в котором сообщил, что остановит поход, если британские власти выполнят одиннадцать требований, важнейшим из которых была отмена налога на соль. Ганди писал:

Если моё письмо никак не отзовётся в Вашем сердце, в одиннадцатый день этого месяца я вместе с теми сотрудниками Ашрама, которых смогу взять, отправлюсь пренебрегать положениями соляных законов. Я расцениваю этот налог как самый несправедливый из всех с точки зрения бедняка. Поскольку движение за независимость существенно для беднейших на земле, в самом начале оно окажется направленным против этого зла.
Оригинальный текст (англ.)If my letter makes no appeal to your heart, on the eleventh day of this month I shall proceed with such co-workers of the Ashram as I can take, to disregard the provisions of the Salt Laws. I regard this tax to be the most iniquitous of all from the poor man's standpoint. As the sovereignty and self-rule movement is essentially for the poorest in the land, the beginning will be made with this evil.

Но генерал-губернатор, как выше было сказано, относился к «соляному протесту» с презрением и считал его бесперспективной затеей. В ответе на письмо он лишь выразил сожаление о том, что Ганди «обдумывает план действий, явно включающих в себя нарушение закона и угрожающих общественному порядку», отказался встречаться с Ганди и выполнять какие-либо условия. После этого отказа Соляной поход был начат. Ганди тогда ещё раз написал Ирвину: «На коленях я просил хлеба, а вместо него получил камень. Я не признаю этот закон и считаю моим священным долгом нарушить печальную обязанность соблюдать вынужденный мир, который душит сердце нации из-за нехватки воздуха».
Накануне марша тысячи индийцев собрались в Сабармати слушать речь Ганди на вечернем молитвенном собрании. Американский академик Герберт А. Миллер (Herbert A. Miller) в журнале The Nation сообщил, что «60 000 человек собрались на берегу реки, чтобы услышать „призыв к оружию“ от Махатмы Ганди. Этот „призыв к оружию“ был замечательным „призывом к войне“ из всех, когда-либо сделанных».

## Первоначальные участники похода
Весь первый этап основного маршрута Соляного похода от Сабармати до Данди прошли примерно восемьдесят человек, включая предводителя Махатму Ганди. Их точное количество в разных источниках указывается по-разному. На сайте ИНК — 79 человек, по данным газеты The Indian Express и организации хранителей культурного наследия Махатмы Ганди «Sabarmati Ashram Preservation and Memorial Trust» (SAPMT) их было 81, по данным Кальянского регионального общественного научного центра (англ. Kalyan Regional Community Science Center (KRCSC)) — 80, по данным российских востоковедов Ф. Н. и Е. С. Юрловых — 72. Поимённый состав группы первоначальных участников и данные о некоторых из них в списках SAPMT и KRCSC различаются.
Большинству из них было от 20 до 30 лет. Они были родом почти из всех провинций Британской Индии, относились к различным кастам, имели разные религиозные и политические убеждения. После завершения Соляного похода большинство первоначальных участников фактически пропали без вести — об их дальнейшей судьбе не удалось найти никаких сведений, хотя их имена были записаны и сохранились.

## Основной маршрут Соляного похода

### Из Сабармати в Данди
12 марта 1930 года примерно восемьдесят человек вышли в путь из Сабармати ашрама. Им предстояло пройти пешком 385 километров до прибрежной деревни Данди (округ Навсари, Гуджарат). Все участники Соляного похода носили белые кхади, из-за чего Соляной поход называли также «белой текущей рекой» (англ. White Flowing River).
К первоначальным участникам Соляного похода по пути присоединились ещё несколько тысяч человек. Среди них были и будущие лидеры индийского освободительного движения — например, поэтесса Сароджини Найду, в дальнейшем ставшая председателем ИНК и губернатором. По данным The Statesman — официальной правительственной газеты, обычно склонной занижать количество участников акций протеста — сто тысяч человек столпились на дороге из Сабармати в Ахмадабад. В первый день они прошли 21 км и остановились в деревне Аслали, где Ганди выступал перед толпой приблизительно в четыре тысячи человек.
Он получил большую поддержку местного населения как в Аслали (ныне округ Ахмадабад штата Гуджарат), так и в последующих деревнях на маршруте Соляного похода. В каждой деревне люди приветствовали с барабанами и кимвалами участников Соляного похода. Ганди в своих речах обличал антигуманный налог на соль и представлял сатьяграху как борьбу бедняков. Походники ночевали только под открытым небом и просили у местных жителей только еду и воду. Ганди чувствовал, что это поможет вовлечь бедняков в борьбу за независимость, необходимую для окончательной победы. Некоторые из жителей деревень на маршруте Соляного похода поддерживали его участников пожертвованиями, другие сами к ним присоединялись и шли дальше; были даже случаи, когда руководители деревень и другие местные чиновники открыто отказывались от дальнейшего сотрудничества с британскими властями, подавали в отставку. На первом этапе к Соляному походу присоединились тысячи добровольцев: индуисты и мусульмане, сикхи и христиане, люди из разных варн (каст) и отверженные неприкасаемые, мужчины и множество женщин. К концу этапа процессия растянулась более чем на три километра. Они хором пели бхаджан «Рагхупати Рагхава Раджа Рам».
Когда протест расширился, его лидеры стали лучше понимать значение соли как символа. Неру отметил беспрецедентный общественный отклик: «казалось, будто бы родник внезапно пробился».
Весть о походе быстро разнеслась по Индии. В Сурате 30 тысяч человек собралось встречать походников, а в пункте назначения Данди — уже 50 тысяч. С ними шли иностранные журналисты и кинооператоры трёх бомбейских кинокомпаний, которые документировали Соляной поход. Благодаря им эта протестная акция и её лидер уже тогда стали известны далеко за пределами Британской Индии, в Европе и в Америке. В конце 1930 журнал Time объявил Ганди «человеком года». Газета New York Times почти ежедневно писала о Соляном походе; 6 и 7 апреля 1930 года статьи о нём вышли на первой полосе газеты. Когда поход подходил к завершению, Ганди сказал: «Я хочу, чтобы мир проявил симпатию к этой битве правды против силы».
Британские власти на первом этапе основного маршрута Соляного похода практически не вмешивались и не препятствовали ему, хотя были осведомлены о намерениях демонстрантов совершить массовые нарушения соляного закона. Поначалу британцы относились к этой сатьяграхе с пренебрежением, высмеивали её как некую «детскую стадию политической революции», попытку свергнуть короля при помощи кипячения морской воды в чайнике, и считали, что такая сатьяграха «умрёт сама по себе», не приведя ни к каким практическим результатам. Колониальные власти допускали, что может произойти незаконная добыча и продажа относительно небольшого количества низкокачественной поваренной соли, но она не сможет оказать существенное влияние ни на экономику, ни на систему государственного управления Британской Индии.
5 апреля, уже на побережье, Ганди в интервью репортёру Associated Press заявил:

Не могу не пожелать наилучшего властям, которые за всё время похода совершенно не вмешивались … хотелось бы верить, что это невмешательство вызвано реальными изменениями в сердце или в политике. Однако необоснованное пренебрежение народными чувствами, которое они показали на Законодательной ассамблее, и их высокомерное поведение не оставляют сомнений в том, что политика безжалостной эксплуатации Индии будет упорно продолжаться любой ценой, и единственное, чем я могу объяснить такое бездействие британских властей — это то, что при всей их силе они чувствительны к мнению мировой общественности, которое нетерпимо к преследованиям за политическую агитацию — даже в крайней её форме, которой без сомнения является гражданское неповиновение — до тех пор, пока оно остаётся гражданским и потому непременно ненасильственным … Всё ещё кажется возможным то, что власти потерпят и действительное нарушение соляного закона огромным множеством людей, как до сих пор терпели поход.
Оригинальный текст (англ.)I cannot withhold my compliments from the government for the policy of complete non interference adopted by them throughout the march .... I wish I could believe this non-interference was due to any real change of heart or policy. The wanton disregard shown by them to popular feeling in the Legislative Assembly and their high-handed action leave no room for doubt that the policy of heartless exploitation of India is to be persisted in at any cost, and so the only interpretation I can put upon this non-interference is that the British Government, powerful though it is, is sensitive to world opinion which will not tolerate repression of extreme political agitation which civil disobedience undoubtedly is, so long as disobedience remains civil and therefore necessarily non-violent .... It remains to be seen whether the Government will tolerate as they have tolerated the march, the actual breach of the salt laws by countless people from tomorrow.

На следующее утро после молитвы Ганди поднял ком солёного ила и объявил: «этим я сотрясаю основания Британской империи». Потом он вскипятил этот ком в морской воде и незаконно произвёл немного соли. Вскоре тысячи людей последовали его примеру — сначала участники соляного похода, а потом и жители окрестных деревень. Везде, где это было удобно, они выпаривали из морской воды нелегальную, но столь необходимую поваренную соль. По другим данным, в тот же день соляная монополия была нарушена пятью миллионами индийцев в пяти тысячах пунктах.
Сароджини Найду, увидев Ганди, воскликнула: «Привет, правонарушитель!». Потом она писала в письме своей дочери: «Маленький правонарушитель сидит в тишине и пишет статью о триумфе молодой Индии, и я растягиваюсь на жёсткой скамье у открытого окна огромной комнаты, в которой 6 окон открыты морскому бризу. Вдали, куда ни кинешь взгляд — маленькая армия: тысячи пилигримов тянутся вереницей со вчерашнего дня в этой обычно безлюдной и весьма примитивной рыбацкой деревне». После этого демонстративного нарушения соляного закона, из ближайшего почтового отделения в Джалапуре было отправлено около 700 телеграмм, большинство — журналистами, сообщавшими сенсационную новость.
Придя в Данди, Ганди остановился и устроил там временный ашрам, после чего стал избегать личного участия в дальнейших протестных акциях, но поддерживал связь со своими последователями по всей Индии. В частности, обращаясь к последовательницам в Бомбее (ныне Мумбаи), он призывал пикетировать магазины, где продавались алкоголь и иностранная одежда, говорил: «нужно устроить костёр из иностранных одежд. Школы и колледжи должны опустеть».
Как мы можем судить по сохранившимся британским документам, колониальные власти были потрясены такой масштабной сатьяграхой и долго не могли решить, нужно ли сажать Ганди в тюрьму — или это только ухудшит их положение. Джон Кот Карри (англ. John Court Curry) из Англии, в то время служивший в Индийской имперской полиции (англ. Indian Imperial Police), написал в своих мемуарах, что чувствовал тошноту всякий раз, когда имел дело с демонстрантами ИНК в 1930 году. Карри и другие представители британской власти, включая министра по делам Индии Уильяма Уэдгвуда Бенна, предпочли бы бороться с противником, применяющим насилие, а не с огромной толпой не применяющих его.

### Из Данди в Дхарасану
Следующей крупной протестной акцией, которую задумал провести Ганди, должна была стать Дхарасана Сатьяграха — поход до солеварен в Дхарасане (Гуджарат), в 40 километрах от Данди. Он снова написал лорду Ирвину о своих планах и требованиях.
В начале второго этапа основного маршрута Соляного похода британские власти арестовывали только лидеров движения, пытаясь дезорганизовать протест. Были задержаны Валлабхаи Патель, Джавахарлал и Мотилал Неру, Ч. Раджагопалачари, М. М. Малавия, сын Махатмы Ганди Девадас и другие активисты. Индийский национальный конгресс и принимавшие участие в кампании гражданского неповиновения организации были объявлены вне закона.
В ночь с 4 на 5 мая около полуночи Ганди спал на раскладушке в манговой роще в о́круге Сурат, когда туда пришли два индийских офицера и тридцать тяжеловооружённых констеблей. Они арестовали Махатму Ганди на основании постановления 1827 (англ. 1827 regulation) за участие в незаконной деятельности и без суда держали под стражей в городе Пуна.
Но на место арестованных лидеров приходили другие, дезорганизовать протест британцам не удалось, и Дхарасана Сатьяграха всё равно шла по плану. Её вёли семидесятишестилетний отставной судья Аббас Тьябджи (англ. Abbas Tyabji) и жена Махатмы Ганди Кастурба. Оба были арестованы по пути в Дхарасану и приговорены к трём месяцам тюремного заключения. Во главе похода стали Сароджини Найду и Абул Калам Азад. Сароджини Найду была противницей всякого насилия и предупреждала участников сатьяграхи: «Вы не должны применять никакое насилие ни при каких обстоятельствах. Вас будут бить, но вы не должны оказывать сопротивление; даже не поднимайте руку, чтобы парировать удар».
На этом этапе Соляного похода в нём участвовало несколько сотен человек. Они дошли до Дхарасаны и несколько раз вплотную подходили к солеварням, но всякий раз полиция вынуждала их разворачиваться. Тогда протестующие решили устроить сидячую демонстрацию и просидели на земле двадцать восемь часов, упорно отказываясь уходить. Несколько сотен демонстрантов были арестованы.
21 мая протестующие попытались прорвать ограждение из колючей проволоки, которым были окружены солеварни, и полицейские начали их бить дубинками со стальными наконечниками. Этот случай тоже получил международную огласку. Корреспондент United Press Уэбб Миллер (англ. Webb Miller) сообщал:

Ни один из демонстрантов даже не поднял руку чтоб отразить удар. Они падали как кегли. Оттуда, где я стоял, я слышал тошнотворные звуки ударов палок по беззащитным черепам. Толпа людей смотрела и ожидала; люди стонали и хватали ртами воздух после каждого удара.
Упавшие одни лежали, скрючившись, другие были без сознания, третьи корчились от боли с проломленными черепами или сломанными плечами. Через две-три минуты земля покрылась телами. Большие пятна крови расплывались на их белых одеждах. Выжившие и уцелевшие тихо и упрямо продолжали идти, пока и они не падали. Когда упали все из первой колонны демонстрантов, стоявшие за ними понесли раненных на носилках до соломенной хижины, в которой был устроен временный госпиталь; полиция не препятствовала этому.
Но носильщиков не хватало, чтобы вынести всех раненных; я видел, как одновременно несли на носилках восемнадцать человек, а другие сорок два продолжали лежать на земле, истекая кровью и ожидая носильщиков. Используемые в качестве носилок шерстяные одеяла промокли от крови.
Не сопротивляющиеся люди методично вбивались в кровавую мякоть, и это зрелище для меня порой было настолько тошнотворным, что я отворачивался… Я испытывал неописуемое чувство беспомощной ярости и отвращения — равно по отношению к людям, безо всякого сопротивления позволяющим забивать себя, и к полиции, орудующей дубинками…
Опрокинутые тела лежали друг на друге по трое-четверо, кровь вытекала из огромных ран в черепах. Группа за группой шла вперёд, люди садилась и давали избить себя до потери сознания, но никто даже руки не поднял, чтоб защититься от ударов. Наконец, полиция пришла в ярость от такого непротивления … они начали яростно бить сидящего мужчину ногами в живот и в пах. Раненый корчился и пронзительно кричал в агонии, что, казалось, только раззадоривало полицейских … Потом полиция начала хватать сидящих людей за руки или за ноги и волочь по земле, порой сотни ярдов, затем бросать в канавы.
Оригинальный текст (англ.)
Not one of the marchers even raised an arm to fend off the blows. They went down like ten-pins. From where I stood I heard the sickening whacks of the clubs on unprotected skulls. The waiting crowd of watchers groaned and sucked in their breaths in sympathetic pain at every blow.
Those struck down fell sprawling, unconscious or writhing in pain with fractured skulls or broken shoulders. In two or three minutes the ground was quilted with bodies. Great patches of blood widened on their white clothes. The survivors without breaking ranks silently and doggedly marched on until struck down. When every one of the first column was knocked down stretcher bearers rushed up unmolested by the police and carried off the injured to a thatched hut which had been arranged as a temporary hospital.
There were not enough stretcher-bearers to carry off the wounded; I saw eighteen injured being carried off simultaneously, while forty-two still lay bleeding on the ground awaiting stretcher-bearers. The blankets used as stretchers were sodden with blood.
At times the spectacle of unresisting men being methodically bashed into a bloody pulp sickened me so much I had to turn away.... I felt an indefinable sense of helpless rage and loathing, almost as much against the men who were submitting unresistingly to being beaten as against the police wielding the clubs...
Bodies toppled over in threes and fours, bleeding from great gashes on their scalps. Group after group walked forward, sat down, and submitted to being beaten into insensibility without raising an arm to fend off the blows. Finally the police became enraged by the non-resistance.... They commenced savagely kicking the seated men in the abdomen and testicles. The injured men writhed and squealed in agony, which seemed to inflame the fury of the police.... The police then began dragging the sitting men by the arms or feet, sometimes for a hundred yards, and throwing them into ditches.

Витхалбхаи Патель (англ. Vithalbhai Patel), бывший спикер ассамблеи, увидев такое избиение людей, пришёл к окончательному выводу: «всякая надежда на примирение Индии с Британской империей потеряна навсегда». Уэбб Миллер попытался послать телеграмму своему изданию, чтоб сообщить о случившемся — но британский телеграфный оператор в Индии с первого раза не пропустил такую. И только когда журналист пригрозил в противном случае разоблачить британскую цензуру в Индии, телеграфисты передали сообщение. Вскоре эта страшная история была опубликована в 1350 газетах по всему миру и даже вошла в официальный документ американского сенатора Джона Блейна (англ. John Blaine).
Генерал-губернатор Ирвин после случившегося писал английскому королю Георгу V: «Ваше Величество может не иметь успеха, читая с изумлением доклады о суровых битвах за Соляной Склад в Дхарасане. Полиция долгое время пыталась воздерживаться от действий. Но после того, как это стало невозможным, была вынуждена прибегнуть к более строгим методам. Хорошо, что много людей в результате получили незначительные повреждения».
Уэбб Миллер позднее написал, что он был в госпитале, где лечили раненных участников Соляного похода, и «насчитал 320 раненных, многие лежали без сознания с раздробленными черепами, другие корчились в агонии после ударов по животу и в пах … Множество раненных часами не получали медицинской помощи, двое умерло».

## Другие маршруты и сопутствующие акции

### Соляной поход в Ведараньям
Когда Ганди вёл Соляной поход вдоль западного побережья Индии, Чакраварти Раджагопалачария устроил ещё один протестный поход на восточном побережье: от города Тируччираппалли (тогда Мадрасское президентство, ныне штат Тамилнад) до прибрежной деревни Ведараньям (англ. Vedaranyam). После нелегальной добычи соли Чакраварти Раджагопалачария тоже был арестован британцами.

### Бойня на площади Кисса-Хвани
В Пешаваре сатьяграху возглавлял мусульманин-пуштун, ученик Махатмы Ганди Абдул Гаффар-хан, который подготовил 50 000 активистов ненасилия, составивших движение «Худай Хидматгаран». 23 апреля 1930 года Гаффар-хан был арестован. Толпа сторонников движения собралась на площади около рынка Кисса-Хвани. Батальон 2/18 Гархвалских стрелков (англ. Garhwal Rifles) открыл огонь из пулемётов по безоружной толпе, убив приблизительно 200—250 человек, которые не разбегались и не прятались, но добровольно шли под пули. Офицер Британской индийской армии Чандра Сингх Гархвали и ещё несколько солдат отказались стрелять. За это был арестован весь взвод и многие были приговорены к суровым наказаниям, вплоть до пожизненного заключения.

### Массовое гражданское неповиновение
Вскоре после прибытия протестующих в Данди гражданское неповиновение стало массовым явлением на всей территории Индии. Не только участники похода и жители Данди и соседних деревень, но ещё миллионы людей нарушали британский соляной закон, производя соль или покупая нелегально произведённую. Незаконная торговля поваренной солью началась на всём индийском побережье. Щепотка соли, добытой самим Махатмой Ганди, была продана за 1600 рупий (750 $ по тогдашнему курсу). Британские власти отреагировали на это, арестовав к концу месяца более шестидесяти тысяч человек за незаконную добычу и продажу поваренной соли.
Однако сатьяграха не прекратилась, а вскоре встала распространяться не только на поваренную соль. Рабочий комитет ИНК обратился с призывом пикетировать лавки, торговавшие алкогольными напитками, и магазины по продаже иностранных товаров, не носить одежду европейского образца, сжигать иностранные ткани и использовать вместо них домотканые кхади, бойкотировать английские учебные заведения, суды, правительственные учреждения. Одежда и другие товары британского производства были бойкотированы. Непопулярные лесные законы перестали исполняться в Бомбее, Майсуре и Центральных провинциях. Крестьяне-гуджаратцы отказывались платить налоги даже под угрозой потери своей земли и урожая. В Мидинипуре бенгальцы прекратили платить сторожевой налог (англ. chowkidar tax). Британцы ответили принятием новых репрессивных законов, в том числе ввели цензуру писем и объявили Индийский национальные конгресс и связанные с ним организации незаконными. Но и эти меры не остановили кампанию гражданского неповиновения.
Как и во времена движения несотрудничества, в ходи акции массового ненасильственного сопротивления произошло несколько вспышек насилия, в том числе в Калькутте, Карачи и Гуджарате. Но в этот раз Ганди не стал останавливать Сатьяграху из-за насилия, хоть и призвал немедленно прекратить его, но при том славил погибших в Читтагонге последователей и поздравлял их родителей с «окончательной жертвой, принесённой их сыновьями … Смерть воина — не повод для печали».

## Участие женщин в гражданском неповиновении
Акции гражданского неповиновения в 1930 году стали первыми в истории Индии, в которых в массовом порядке приняли участие женщины, борющиеся за свободу. Тысячи женщин — и из крупных городов, и из маленьких деревень — стали активными участницами сатьяграхи. Хотя Ганди просил, чтобы только мужчины шли в соляной поход, и вместе с ним из «Сабармати ашрама» вышли только мужчины, неожиданно и женщины по всей Индии начали добывать и продавать соль, чтобы фактически отменить британский соляной закон. Во время похода из Данди в Дхарасану Ганди положительно отнёсся к тому, что вести демонстрантов будет женщина — Сароджини Найду — хотя некоторые другие лидеры ИНК возражали против этого. При этом образ Махатмы Ганди как народного духовного лидера и применяемые им на практике ненасильственные методы были особенно привлекательны для многих индийских женщин.
Уша Мехта (англ. Usha Mehta), одна из ранних активисток гандийского движения, заметила, что «даже наши старые тёти, бабушки и двоюродные бабушки несли домой кувшины с солёной водой и нелегально получали соль. И потом во весь голос кричали: „Мы нарушили соляной закон!“». А участница Соляного похода Камаладеви Чаттопадхьяя впоследствии написала: «Ориентиры Ганди на ненасильственную борьбу за независимость Индии стали открытым обращением к женщинам, так как его методы более всего подходили им. Он считал, что нет необходимости в особом приглашении женщин. И этим он выразил уверенность в том, что женщины сами прекрасно осознавали свои обязанности перед страной».
Такое увеличение количества женщин — участниц борьбы за независимость и самоуправление стало неожиданностью и для генерал-губернатора Ирвина, которые посчитал это «новой и серьёзной вещью» (англ. new and serious feature). В правительственном отчёте об участие женщин говорилось, что «тысячи из них вышли … из заточения в своих домах … чтобы присоединиться к демонстрациям Конгресса и помогать пикетчикам: и их присутствие в этих случаях делало необходимую работу полиции весьма неприятной». Хотя женщины стали участвовать в Соляном походе, Ганди по-прежнему считал их находящимися на вторых ролях в движении; тем не менее, он дал толчок более широкому вовлечению женщин в активную деятельность в будущем. В 1930-е годы ИНК признал необходимым установить равенство мужчин и женщин перед законом, не допускать дискриминации женщин при приёме на работу и ввести всеобщее избирательное право.
Сароджини Найду стала первой женщиной, арестованной в Соляном походе, а всего там было арестовано более 17 тысяч женщин.

## После похода
Соляная сатьяграха преуспела в привлечении внимания международной общественности. Миллионы людей смотрели кинохронику Соляного похода. Time объявил Махатму Ганди человеком 1930 года и сравнивал Соляной поход с Бостонским чаепитием: жители Индии так же бросали вызов британскому налогу на соль, как когда-то жители Новой Англии бросили вызов британскому налогу на чай.
Гражданское неповиновение продолжалось до начала 1931 года, когда Ганди был окончательно выпущен из тюрьмы, а генерал-губернатор Индии согласился на переговоры с ним. Они впервые общались на равных и смогли договориться, подписали «Пакт Ганди — Ирвина» (англ. Gandhi–Irwin Pact). Благодаря этим переговорам состоялась вторая конференция за круглым столом (англ. Round Table Conference) в конце 1931 года.
Соляная сатьяграха не привела к немедленному прогрессу в достижении Индией статуса доминиона или полного самоуправления, не вынудила британцев идти на значительные политические уступки и не пользовалась большой поддержкой среди мусульманского населения Индии. Лидеры ИНК в 1934 году решили прекратить вести политику Сатьяграхи. Неру и некоторые другие дистанцировались от Ганди; позднее Ганди и сам вышел из ИНК, чтобы сосредоточиться на реализации своей «Конструктивной программы» (англ. Constructive Programme), которая включала в себя усилия по преодолению предубеждений о неприкасаемости. И хотя к середине 1930-х годов британские власти восстановили контроль над территорией и населением Британской Индии, мировое общественное мнение всё более склонялось к признанию легитимности устремлений Ганди и ИНК к независимости Индии. Кампания Сатьяграхи в 1930-х годах вынудила британцев признать тот факт, что их контроль над Индией всецело зависит от согласия индийцев, и что согласие было утрачено при попытках подавления восстания против соляного налога.
Неру оценил Соляную сатьяграху как высшую точку в его сотрудничестве с Ганди и чувствовал, что она надолго изменит позиции индийцев:

Конечно, эти движения оказали огромное давление на британские власти и сотрясли механизм правления. Но что, на мой взгляд, действительно важно, так это тот эффект, который они оказали на наш народ, особенно на массы деревенских жителей … Несотрудничество вытащило их из трясины, придало им самоуважения и уверенности в своих силах … Они действовали смело и не покорялись так легко несправедливому угнетению; их кругозор расширился и они начали понемногу думать об Индии как о целом … За это замечательное преображение мы должны быть благодарны Конгрессу под руководством Ганди.
Оригинальный текст (англ.)Of course these movements exercised tremendous pressure on the British Government and shook the government machinery. But the real importance, to my mind, lay in the effect they had on our own people, and especially the village masses ... Non-cooperation dragged them out of the mire and gave them self-respect and self-reliance ... They acted courageously and did not submit so easily to unjust oppression; their outlook widened and they began to think a little in terms of India as a whole ... It was a remarkable transformation and the Congress, under Gandhi's leadership, must have the credit for it.

## Влияние и память
Более чем через тридцать лет Соляной марш и Сатьяграха в целом оказали сильное влияние на американского правозащитника Мартина Лютера Кинга и его борьбу за права чернокожих в 1960-е годы:

Как и большинство людей, я слышал про Ганди, но не изучал его всерьёз. Но когда я стал читать, я был глубоко очарован его кампаниями ненасильственного сопротивления. Я был очень тронут его Соляным маршем к морю и его многочисленными постами. Вся концепция «Сатьяграхи» («Сатья» — истина, что равнозначна любви, а «аграха» — сила; «Сатьяграха», таким образом, означает силу истины и силу любви) была крайне важной для меня. По мере того, как я всё глубже изучал философию Ганди, мой скептицизм по отношению к силе любви постепенно ослабевал, и я впервые смог увидеть её действенность в области социальных реформ.
Оригинальный текст (англ.)Like most people, I had heard of Gandhi, but I had never studied him seriously. As I read I became deeply fascinated by his campaigns of nonviolent resistance. I was particularly moved by his Salt March to the Sea and his numerous fasts. The whole concept of Satyagraha (Satya is truth which equals love, and agraha is force; Satyagraha, therefore, means truth force or love force) was profoundly significant to me. As I delved deeper into the philosophy of Gandhi, my skepticism concerning the power of love gradually diminished, and I came to see for the first time its potency in the area of social reform.

Во впервые опубликованном в 1931 году романе Ильфа и Петрова «Золотой телёнок» было много фраз, ставших крылатыми, в их числе — «Ганди приехал в Данди» (хотя на самом деле Ганди не приехал, а пришёл пешком в деревню Данди).
В 2005 году, в 75-летнюю годовщину Соляного марша, Фонд Махатмы Ганди (англ. Mahatma Gandhi Foundation) провёл марш памяти по тому же маршруту из Сабармати в Данди. Это мероприятие называлось «Международная прогулка за справедливость и свободу», руководил им правнук Махатмы Ганди Тушар Ганди (англ. Tushar Gandhi). Было зарегистрировано девятьсот участников из девяти стран; вместе с присоединившимися по пути количество участников доходило до двух тысяч. Эта акция тоже получила международную известность. В Данди процессия прибыла 5 апреля 2005 года и оставалась там до 7 апреля. На встречу с участниками приехал премьер-министр Индии Манмохан Сингх и обещал построить в Данди памятник Соляному походу. Тот маршрут из Ашрама Сабармати в Данди, по которому прошёл Ганди со своими последователями, теперь называется «Маршрут исторического наследия „Путь Данди“» (англ. Dandi Path historical heritage route).
К юбилеям Соляного марша в 1980 и 2005 годах Индия выпускала серии памятных почтовых марок.
В январе 2019 года в Данди был открыт Национальный мемориал Соляной сатьяграхи (англ. National Salt Satyagraha Memorial).
В бомбейском кампусе Индийского института технологии (англ. Indian Institute of Technology) сооружён мемориал в память о первых 79 участниках Соляной сатьяграхи.
- Блок почтовых марок, посвящённый Соляному походу.
- Национальный мемориал Соляной сатьяграхи
- Памятник Соляному походу в Нью-Дели
- Соляной поход на банкноте 500 рупий

## Пояснения
1. ↑  Термины «Данди-марш» и «Данди-сатьяграха» могут обозначать как весь Соляной поход, так и отдельно первый этап его основного маршрута: от Сабармати Ашрама до деревни Данди[англ.].
2. ↑  англ. Next to air and water, salt is perhaps the greatest necessity of life.
3. ↑  Прим. перев.: Учитывая ненасильственный характер действий Ганди и его последователей, словосочетания «призыв к оружию» (англ. call to arms) и «призыв к войне» (call to war) явно употребляются здесь не в прямом смысле. Потому в русском переводе они взяты в кавычки, которых в английском оригинале нет.
4. ↑  англ. Dharasana Salt Works